# اوسیتشکو
اوسیتشکو (به چکی: Osíčko) یک منطقهٔ مسکونی در جمهوری چک است که در ناحیه کرومیریژ واقع شده‌است. اوسیتشکو ۷٫۹۱ کیلومتر مربع مساحت و ۴۷۷ نفر جمعیت دارد و ۳۵۶ متر بالاتر از سطح دریا واقع شده‌است.